# Nuklon
Nuklon es el nombre de dos superhéroes en el Universo de DC Cómic.

## Albert Rothstein
Ahijado a Al Pratt (el Átomo de edad de oro), Albert Rothstein adquirió sus poderes de superfuerza y control sobre su estructura molecular de su abuelo, un supervillano conocido como Cyclotron, lo que le permitió luchar contra el crimen como Nuklon, y más tarde como Atom Smasher.
Como Nuklon, Albert fue un miembro fundador de Infinity Inc y posteriormente sirvió en la Liga de la Justicia. Tomó la identidad de Atom Smasher poco antes de la refundación de la Sociedad de la Justicia de América, de la cual era miembro fundador.

## Gerome Mckenna
52 presenta a Gerome McKenna como uno de los primeros temas oficiales para el "Proyecto Everyman" de Lex Luthor.
El proyecto de Luthor concede súper poderes a McKenna, a quien se le otorga el nombre en clave Nuklon después de que Luthor compre los derechos de Infinity Inc de Pemberton Estate. 
Hasta ahora, Atom Smasher y el nuevo Nuklon todavía no se han encontrado.

### 52 Consecuencias
Infinity Inc # 1 (Sept 2007) revela que, después de que Luthor cerró su Metagene, Gerome entró en un profundo estado de depresión y auto-absorción. Gerome descubrió que ha adquirido un nuevo poder, la capacidad de crear un duplicado de sí mismo totalmente funcional, independientemente pensando, aparentemente sin control. A medida que la serie avanzaba, se las arregló para crear otra copia, sin embargo esta versión es oscura y amoral, deseando reemplazar a la original. En el # 8, el equipo se presentó con nuevos trajes y nombres, siendo Gerome "Double Trouble". El doble oscuro de Gerome fue capturado más adelante por el Dr. Bud Fogel, y condicionado para ser un combatiente en el club del lado oscuro. En el último número de la serie, el doble oscuro mató al original, ganando autonomía. Sin embargo, Fogel activó entonces una máquina que despojó a todos menos a tres de los restantes sujetos Everyman de sus poderes, y el doble oscuro simplemente desapareció de la existencia. 